# Temnothorax sentosus
Temnothorax sentosus és una espècie de formiga de la subfamília dels mirmicins. És endèmica del Kazakhstan.